# Carel Nicolaas Storm van 's-Gravesande
Carel Nicolaas Storm van 's-Gravesande (Breda, 1841 – La Haia, 1924) fou un pintor del segle xix de la província del Brabant del Nord.

## Biografia
Segons el Rijksbureau voor Kunsthistorische Documentatie, fou alumne de Willem Roelofs i de Félicien-Joseph-Victor Rops. El 1865 va graduar-se en Dret a la Universitat de Leiden, tot i que estava més interessat en les arts. Va començar a pintar després de graduar-se i va esdevenir seguidor de l'Escola de la Haia. Va treballar a Brussel·les entre 1868 i 1893 i posteriorment es va mudar a la Haia, on morí. El seu retrat va ser pintat per Jan Toorop